# Антимонид димарганца
Антимонид димарганца — бинарное неорганическое соединение
марганца и сурьмы с формулой Mn2Sb,
серые кристаллы.

## Получение
- Сплавление стехиометрических количеств чистых веществ с последующим длительным отжигом:

{\displaystyle {\mathsf {2Mn+Sb\ {\xrightarrow {1000^{o}C}}\ Mn_{2}Sb}}}

## Физические свойства
Антимонид димарганца образует серые кристаллы
тетрагональной сингонии,
пространственная группа P 4/nmm,
параметры ячейки a = 0,4078 нм, c = 0,6557 нм, Z = 2.